# La Comédie des comédiens
La Comédie des comédiens, poème de nouvelle invention est une pièce de théâtre écrite par Georges de Scudéry et publiée en 1635. Elle a été jouée à l'Hôtel de Bourgogne en novembre 1634.